# Сионский сквер (Тбилиси)
Сионский сквер  (груз. სიონის სკვერი) — городской парк Тбилиси, в Старом городе, между улицами Коте Абхази и Сиони и караван-сараем царевны Текле, поблизости от Сионского собора

## История
Название скверу дано по находящемуся поблизости Сионскому собору.
В сквере существовал фонтан

## Достопримечательности

Памятник Софико Чиаурели

Памятник Софико Чиаурели (скульптор Леван Вардосанидзе, 2009) Памятник пострадал от вандалов, была украдена часть бронзовых фигур памятника

## Фестиваль цветов
В сквере и на близлежащих улицах ежегодно, в конце мая, проводится Тбилисский фестиваль цветов.